# 矢部村

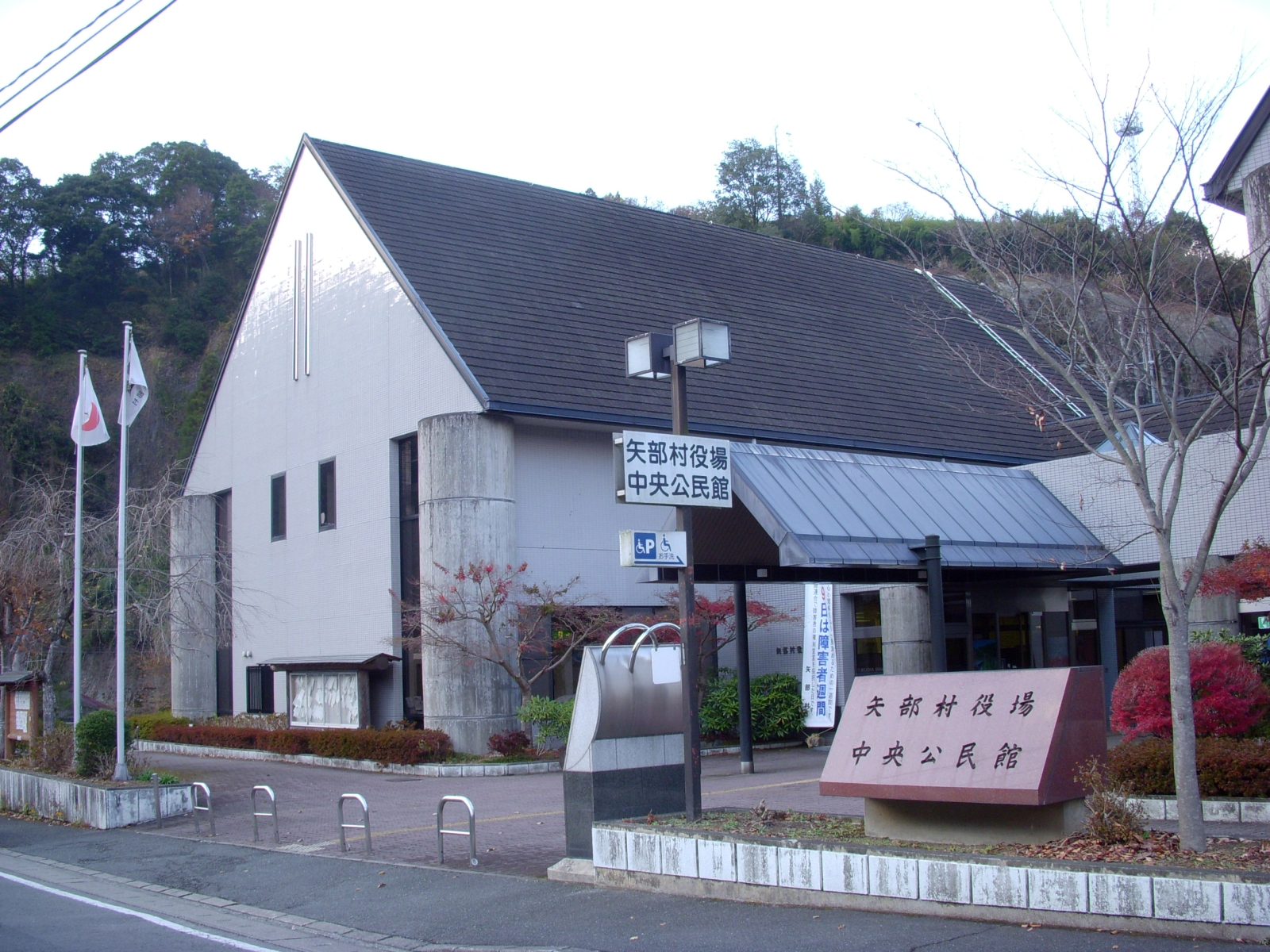
矢部村役場

矢部村（やべむら）は、かつて福岡県の南部にあった村で、八女郡に属していた。現在の「八女市矢部村矢部」「八女市矢部村北矢部」に相当する地域である。
廃止時点で、福岡県内の自治体中、人口が最も少なく、人口密度も最も低かった。2006年には村が診療所を設置したものの、勤務する医師が見つからずに一時無医村となっていた。

## 地理
福岡県南東部の筑後地方に位置し、東は大分県、南は熊本県と接する。一級河川矢部川の上流に位置し、村域のほとんどが山地である。

### 隣接していた市町村
- 福岡県八女郡黒木町・星野村
- 大分県日田市
- 熊本県山鹿市

## 歴史

### 近現代
- 1889年（明治22年）4月1日 - 町村制発足により村制施行し矢部村が発足。
- 1896年（明治29年）4月1日 - 郡の統合により上妻郡が八女郡となり、八女郡矢部村となる[1]。
- 2010年（平成22年）2月1日 - 八女郡黒木町・立花町・星野村とともに八女市に編入され、消滅。

## 経済

### 産業
- 八女茶の生産地の一つ。

## 地域

### 教育
矢部村立
- 矢部中学校
- 矢部小学校

八女市への編入直前には村内に上記の小中学校各1校のみ存在した。
八女市編入後は八女市立となったが、2019年度限りで閉校となり、2020年度より代替として義務教育学校の八女市立矢部清流学園が新設された。

## 交通

### 空港
最寄り空港は福岡空港だが、村内と空港を結ぶ公共交通機関はない。

### 鉄道
村内に鉄道路線は通っていない。最寄り鉄道駅は羽犬塚駅。なお、村名が国鉄矢部線の線名の由来となったが、矢部線は黒木町にあった黒木駅止まりで、矢部村まで伸びることなく1985年に廃止されている。

### バス路線

#### 一般路線バス
- 堀川バス - 筑後市・八女市中心部・黒木町と矢部村を結ぶ。
  - 羽犬塚駅 - 福島 - 黒木 - 上堀迫 - 宮ノ尾 - 柴庵

### 道路
高速道路はない。
- 最寄りインターチェンジ：九州自動車道 八女インターチェンジ
- 一般国道
  - 国道442号（竹原峠道路）
- 県道
  - 福岡県道57号浮羽石川内線

## 名所・旧跡・観光スポット・祭事・催事
- 八女津媛神社
- 矢部川源流公園
- 出逢（特産物協同販売所）
- しゃくなげ祭（3月下旬）
- 矢部まつり（11月）
- 日向神ダム（矢部川）
- 浮立館
- 日向神ダムの千本桜
- ブッポウソウ（６月〜９月）